# RK Trimo Trebnje
El RK Trimo Trebnje es un club de balonmano esloveno de la localidad de Trebnje.

## Plantilla 2020-21
|  | Porteros - 12 Aleksandar Tomić - 31 Urh Brana - 45 Urban Levičar Extremos - 5 Jan Kamnikar - 6 Matija Pandev - 13 Luka Florjančič - 23 Uroš Udovič - 44 Gal Cirar Pivotes - 7 David Didovič - 20 Lovro Kmet - 33 Lan Grbić | Laterales izquierdos - 8 Gašper Dular - 14 Žan Grojzdek - 15 Dano Hamidović - 19 Gregor Potočnik Centrales - 2 Leon Rašo - 18 Marko Kotar Laterales derechos - 11 Anže Dobovičnik - 17 Özgür Sarak |